# David Walker
David »Dave« Walker,  avstralski dirkač Formule 1, * 10. junij 1941, Sydney, Avstralija, † 24. maj 2024, Queensland, Avstralija.
Dave Walker je pokojni avstralski dirkač Formule 1. Debitiral je v sezoni 1971, ko je nastopil le na dirki za Veliko nagrado Nizozemske in odstopil. V naslednji sezoni 1972 je dirkal večji del sezone in kot svojo najboljšo uvrstitev kariere je dosegel deveto mesto na tretji dirki sezone za Veliko nagrado Španije. Po sezoni 1972 ni več nikoli dirkal v Formuli 1.

## Popolni rezultati Formule 1
(legenda) (odebeljene dirke pomenijo najboljši štartni položaj, poševne pa najhitrejši krog, †-uvrščen kljub odstopu)
| Leto | Moštvo                 | Šasija    | Motor                   | 1       | 2      | 3     | 4       | 5      | 6      | 7      | 8       | 9       | 10  | 11  | 12      | Prv | Toč |
| ---- | ---------------------- | --------- | ----------------------- | ------- | ------ | ----- | ------- | ------ | ------ | ------ | ------- | ------- | --- | --- | ------- | --- | --- |
| 1971 | Gold Leaf Team Lotus   | Lotus 56B | Pratt & Whitney Turbine | JAR     | ŠPA    | MON   | NIZ Ret | FRA    | VB     | NEM    | AVT     | ITA     | KAN | ZDA |         | -   | 0   |
| 1972 | John Player Team Lotus | Lotus 72D | Cosworth V8             | ARG DSQ | JAR 10 | ŠPA 9 | MON 14  | BEL 14 | FRA 18 | VB Ret | NEM Ret | AVT Ret | ITA | KAN | ZDA Ret | -   | 0   |